# Полтавське (Гур'євський міський округ)
Полтавське (рос. Полтавское) — селище Гур'євського міського округу, Калінінградської області Росії. Входить до складу Добринського сільського поселення.
Населення —  30 осіб (2015 рік). 

## Населення
| 2002 | 2010 |
| ---- | ---- |
| 26   | ↗30  |